# Ocotea balanocarpa
Ocotea balanocarpa là loài thực vật có hoa trong họ Nguyệt quế. Loài này được (Ruiz & Pav.) Mez miêu tả khoa học đầu tiên năm 1889.